# Коханувка (Підкарпатське воєводство)
Коханувка (пол. Kochanówka) — село в Польщі, у гміні Дембиця Дембицького повіту Підкарпатського воєводства.
У 1975-1998 роках село належало до Тарновського воєводства.